# Церква Юляне
Церква Юляне (фін. Yläneen kirkko, фін. Yläne kyrka) — лютеранська церква в Юляне, що входить до складу парафії Пьовтюя громади Пьовтюя, Фінляндія.

## Історія
Церква збудована у 1782 році за проєктом архітектора Мікаеля Піїмянена. Храм освячено на честь святого Олава. Церква є дерев'яною довгою (прямокутною) у плані спорудою з високими стінами та крутим ґонтовим дахом, за стилем подібним до дахів середньовічних храмів. Дзвіниця розташована у складі самої церкви у вигляді західної вежі. Дзвіниця завершується восьмикутною дзвіницею з цибулястим куполом. Стіни церкви пофарбовано традиційною червоною вохрою (пунмулла).
Церква разом із високим кам'яним муром і листяним церковним садом домінує в місцевому ландшафті. Попри кілька реконструкцій внутрішнього оздоблення, зовнішній вигляд церкви зберігся майже незмінним із часів її побудови. За кількасот метрів від храму розташована парафіяльна садиба, побудована у 1877 році, в якій свого часу мешкав письменник Гаавіо Мартті.
Цілісний ансамбль, що складається з церкви, церковного подвір'я, старого кладовища й парафіяльної садиби, був визнаний одним з об’єктів національного значення в рамках інвентаризації культурної спадщини, оприлюдненої Агентством культурної спадщини Фінляндії у 2009 році.

## Галерея

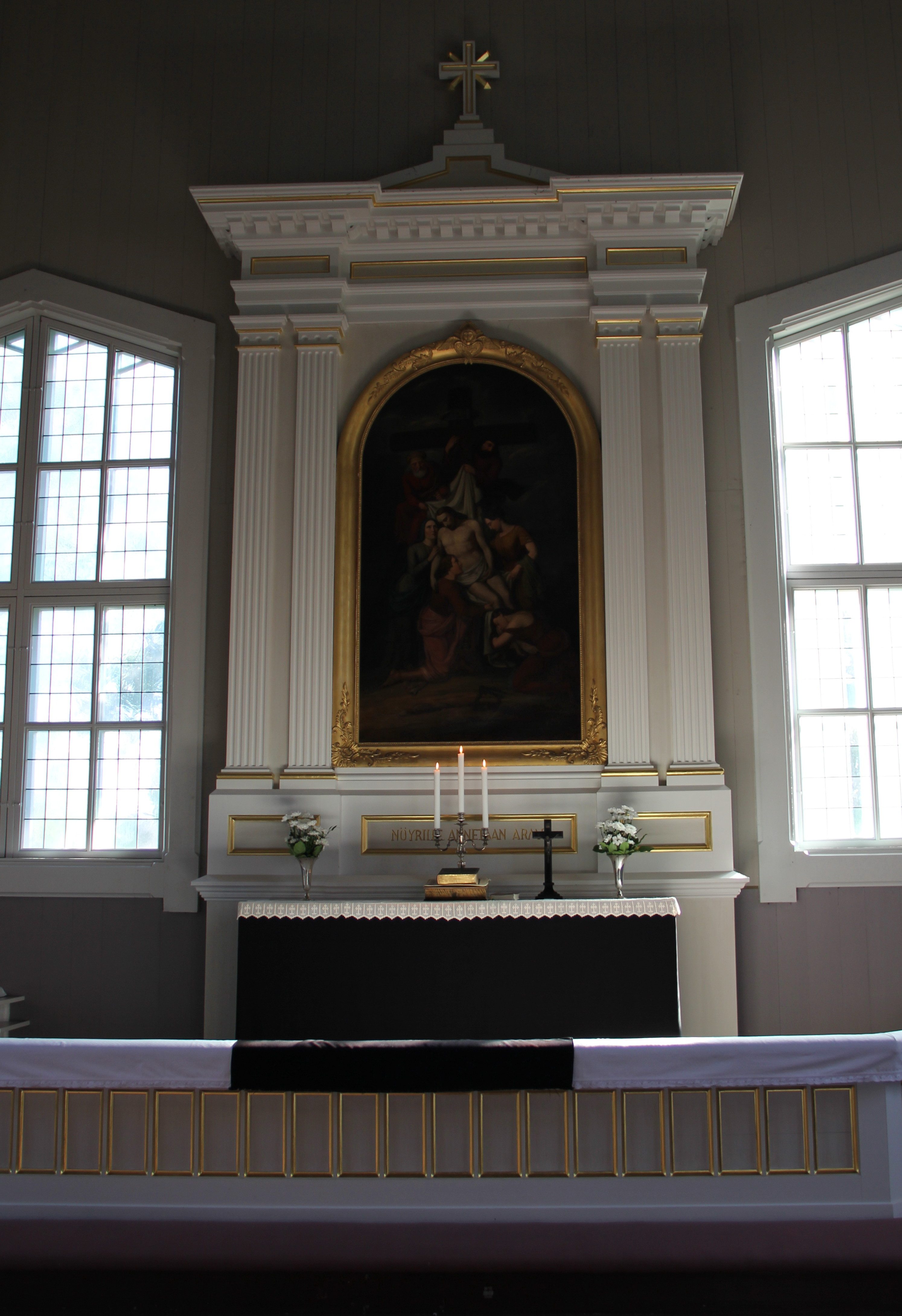
Вівтарний образ — непідписана робота Югана Захарія Блекстадіуса(інші мови) 1874 року, на якій зображено зняття Ісуса з хреста.
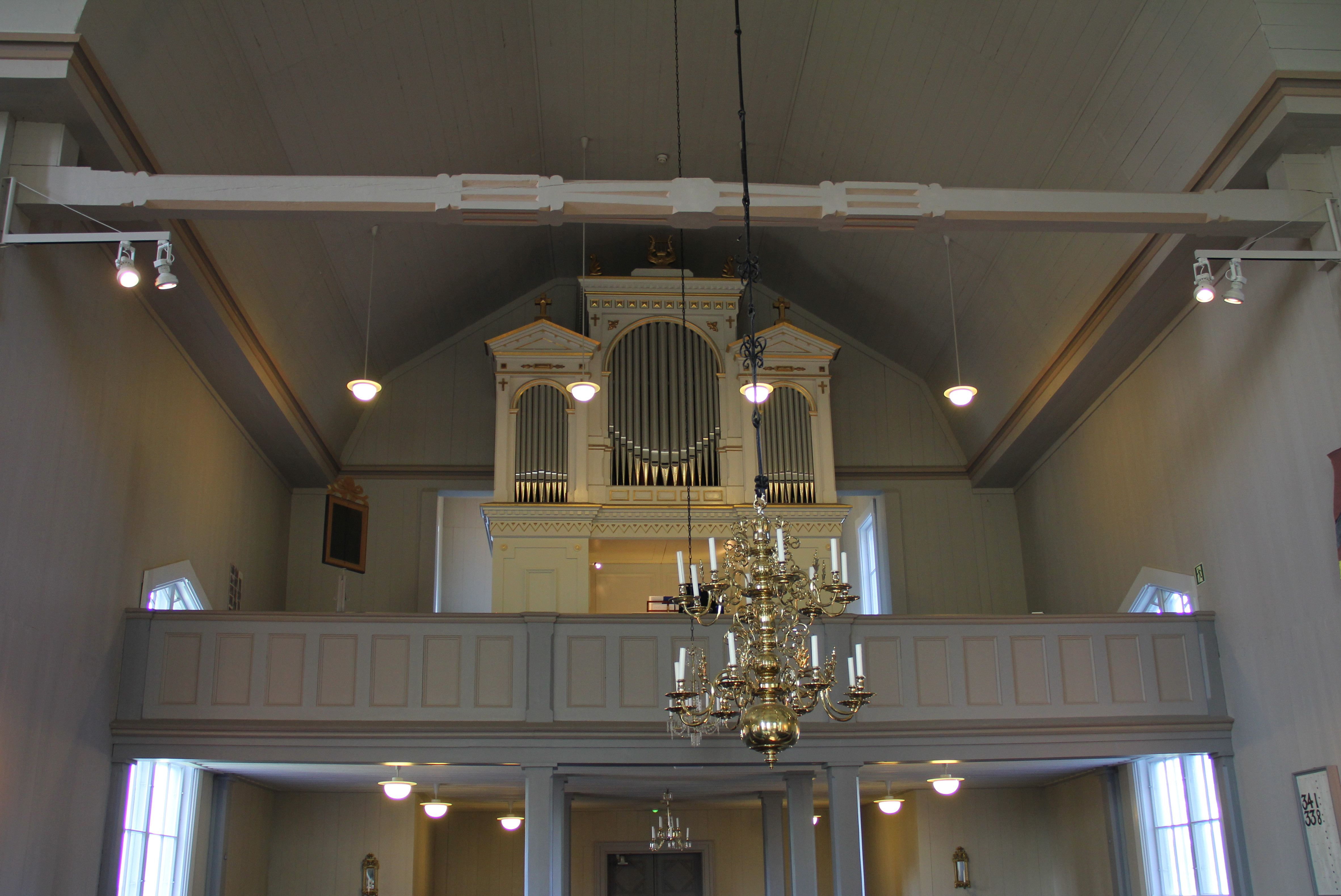
Частково збережений 14-ступінчастий механічний орган, побудований Брором Акселем Туле(інші мови) в 1888 році. Його було відреставровано в 2007 році.
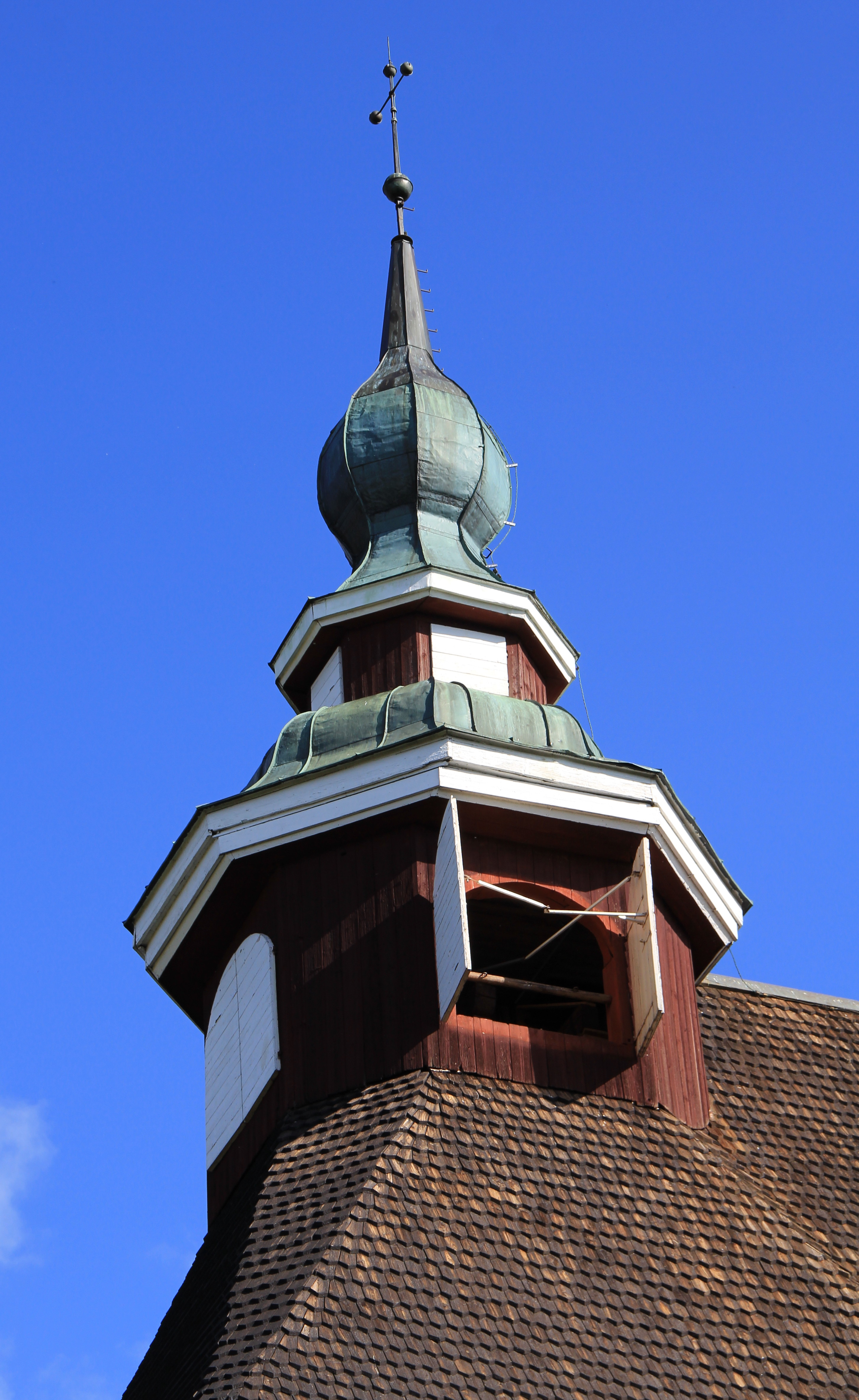
Годинникова вежа має типовий південно-західний фінський вигляд: восьмикутна дзвіниця та цибулеподібний купол
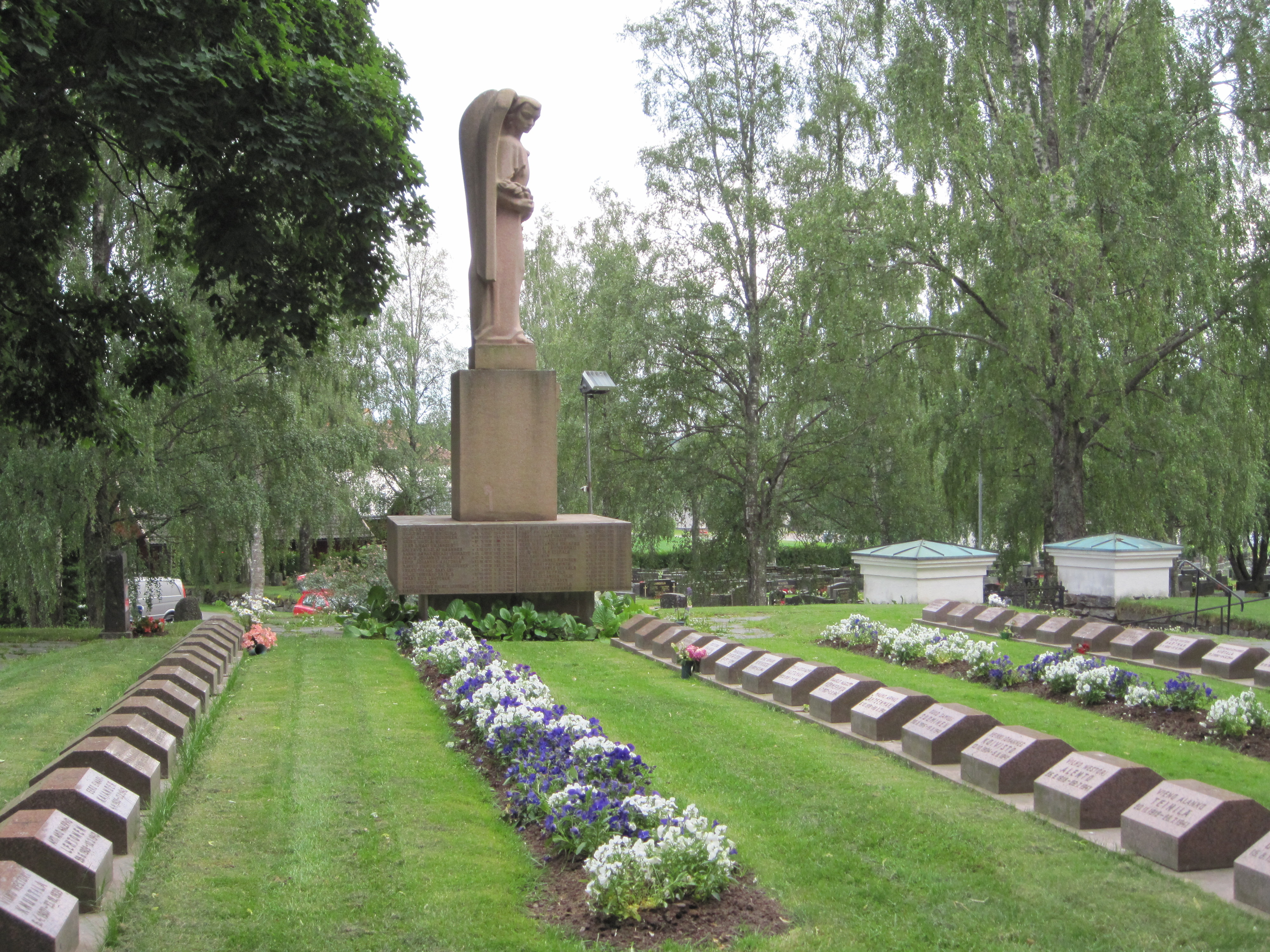
На могилах героїв воєн 1939-1944 років знаходиться червоний гранітний «Ангел Миру» роботи Юссі Вікайнена(інші мови)